# 全國中等學校優勝野球臺灣大會

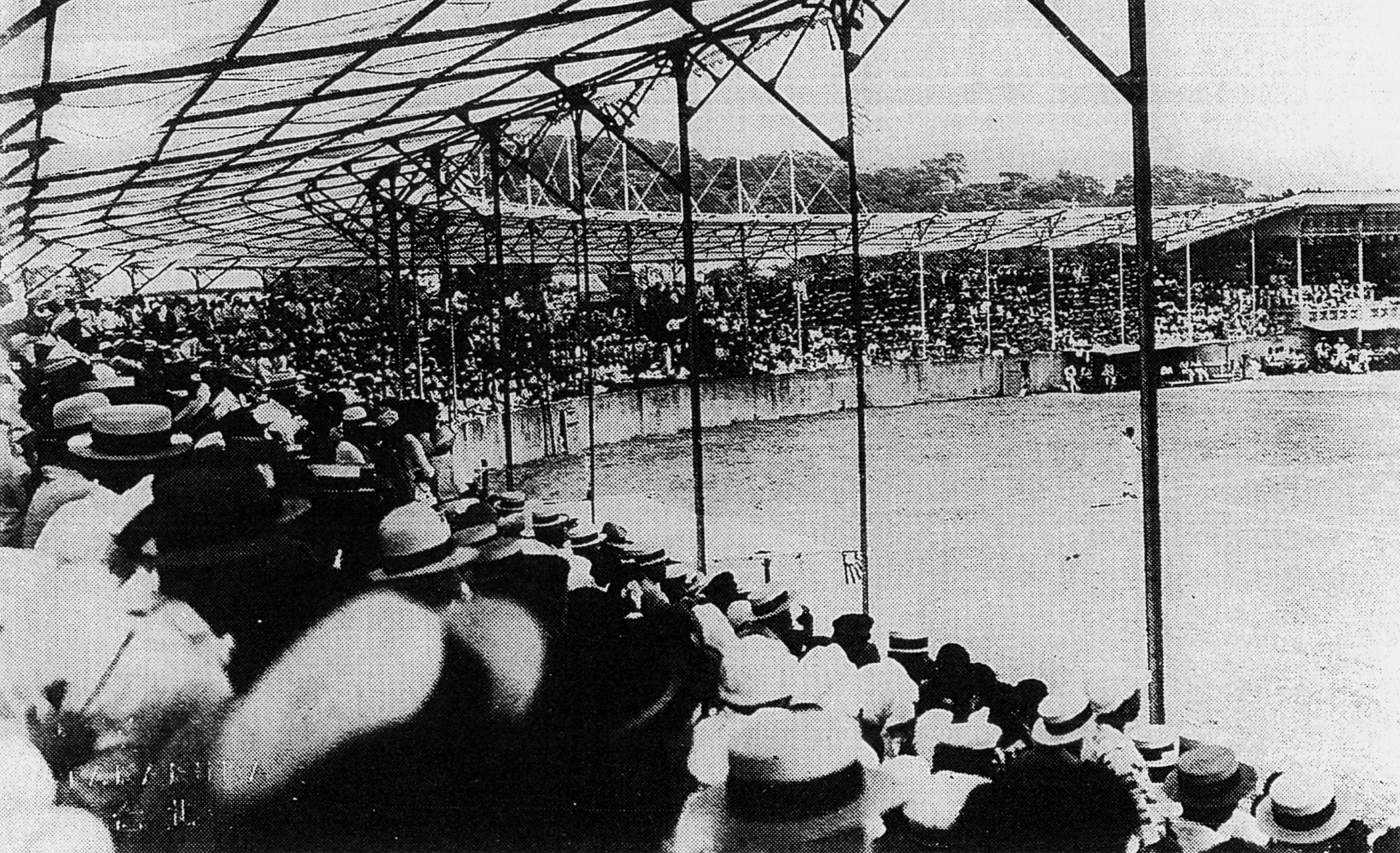
1931年夏季臺灣大會決勝戰（圓山球場）

全國中等學校優勝野球臺灣大會（日语：〔〕／ Zenkoku Chūtō Gakkō Yūshō Yakyū Taiwan Taikai）是1923年～1941年間（台灣日治時期）舉行的全國中等學校優勝野球大會（夏季甲子園）的台灣預選。

## 概要

### 使用球場
- 台北市圓山球場（圓山運動場）

## 沿革
- 1923年：初開辦。
- 1941年：嘉義中獲得優勝，但是因大東亞戰爭激化，故全國大會中止。
- 1942年～1945年：未開辦。後因日本戰敗，大會廢止。

## 歷代代表校
| 年度                 | 參加校 | 代表校（出場回數）       | 決勝成績 | 準優勝校   | 全國大會      |
| -------------------- | ------ | ------------------------ | -------- | ---------- | ------------- |
| 1923年（第9回大會）  | 4校    | 台北一中（初出場）       | 12-7     | 台南一中   | 1回戰         |
| 1924年（第10回大會） | 4校    | 台北商（初出場）         | 7-6      | 台北一中   | 2回戰         |
| 1925年（第11回大會） | 4校    | 台北工（初出場）         | 10-4     | 台南一中   | 1回戰         |
| 1926年（第12回大會） | 6校    | 台北商（隔2年第2度）     | 6-5      | 台北一中   | 2回戰（初戰） |
| 1927年（第13回大會） | 6校    | 台北商（2年連續第3度）   | 11-4     | 台南一中   | 2回戰（初戰） |
| 1928年（第14回大會） | 7校    | 台北工（隔3年第2度）     | 10-3     | 台北一中   | 8強           |
| 1929年（第15回大會） | 7校    | 台北一中（隔6年第2度）   | 7-1      | 台北工     | 4強           |
| 1930年（第16回大會） | 8校    | 台北一中（2年連續第3度） | 8-1      | 台北商     | 2回戰（初戰） |
| 1931年（第17回大會） | 11校   | 嘉義農林（初出場）       | 11-10    | 台北商     | 準優勝        |
| 1932年（第18回大會） | 12校   | 台北工（隔4年第3度）     | 10-0 5-4 | 高雄中     | 2回戰（初戰） |
| 1933年（第19回大會） | 11校   | 嘉義農林（隔2年第2度）   | 9-1      | 台南一中   | 2回戰（初戰） |
| 1934年（第20回大會） | 12校   | 台北商（隔7年第2度）     | 小組賽   | 嘉義農林   | 1回戰         |
| 1935年（第21回大會） | 12校   | 嘉義農林（隔2年第3度）   | 小組賽   | 台北商     | 8強           |
| 1936年（第22回大會） | 12校   | 嘉義農林（2年連續第4度） | 小組賽   | 台北一中   | 2回戰         |
| 1937年（第23回大會） | 10校   | 嘉義中（初出場）         | 7-6      | 台北商     | 8強           |
| 1938年（第24回大會） | 11校   | 台北一中（隔8年第4度）   | 5-2      | 嘉義農林   | 1回戰         |
| 1939年（第25回大會） | 13校   | 嘉義中（隔2年第2度）     | 4-0      | 嘉義農林   | 1回戰         |
| 1940年（第26回大會） | 13校   | 台北一中（隔2年第5度）   | 2-1      | 嘉義中     | 2回戰（初戰） |
| 1941年（第27回大會） | 12校   | 嘉義中（未出場）         | 8-0      | 台北二師範 | （中止）      |

## 台灣代表甲子園決勝進出記錄
- 準優勝校
  - 1931年 第17回大會 - 台南州立嘉義農林學校

## 關連項目
- 全國高等學校野球選手權地方大會